# Frankfurt Express (Schiff, 1981)
Die Frankfurt Express war 1981 das größte Containerschiff der Welt.

## Geschichte
Die Frankfurt Express wurde am 28. Januar 1981 unter der Baunummer 168 bei der Howaldtswerke-Deutsche Werft in Kiel vom Stapel gelassen und im Juni 1981 fertiggestellt. Auftraggeber war die Reederei Hapag-Lloyd aus Hamburg. Obgleich die Frankfurt Express ein Containerschiff der dritten Generation ist, wurde sie mit 287,73 Metern Länge rund dreizehn Meter länger ausgelegt als die Mehrzahl der Schiffe dieser Generation. Das Schiff war bei Hapag-Lloyd im Ostasiendienst beschäftigt. Bei Indienststellung war es das größte Containerschiff der Welt. Zwischenzeitlich fuhr es unter der Flagge Singapurs, im Januar 2004 wurde es wieder unter die deutsche Flagge gebracht und schließlich im Jahr 2007 an die Schweizer Reederei MSC verkauft.
Nach dem Verkauf des Schiffes war es noch bis 2009 als MSC Athina in Fahrt, erreichte am 26. Februar 2009 die Abwrackwerften bei Gadani und wurde dort ab  28. Februar verschrottet.
Im Jahr 2010 wurde der Schiffsname von Hapag-Lloyd an einen Neubau vergeben.

## Technik
Schiffbaulich auffallend war die Größe des Doppelhüllenschiffs mit seinen elf wasserdichten Querschotten. Sowohl Wulstbug als auch Spiegelheck konnten 1981 bei Schiffen dieser Gattung als Standard gelten. Auffälligstes technisches Merkmal war die leistungsfähige Antriebsanlage mit zwei einfachwirkenden umsteuerbaren Neunzylinder-Zweitakt-Dieselmotoren. Bemerkenswert waren auch die zwei Wellengeneratoranlagen sowie die bei Frachtschiffen selten verbauten Stabilisatoren oder die zwei Bugstrahlruder. Die Frankfurt Express besaß neun Laderäume, in denen die Container bis zu neun Lagen hoch und in zehn Reihen nebeneinander gestaut werden konnten. Sie wurden mit Pontonlukendeckeln verschlossen. Anfangs hatte das Schiff eine Kapazität von 3.045 TEU, später konnten nach  Umbau im Jahr 1988 bis zu 3.420 TEU befördert werden.

## Ausbildungseinrichtungen
Die Frankfurt Express war als Ausbildungsschiff ausgelegt. Neben einer umfassend ausgestatteten Ausbildungswerkstatt mit allen wesentlichen Werkzeugmaschinen verfügte das Schiff auch über ein eigens für die Unterbringung der Kadetten vorgesehenes Ausbildungsdeck mit 6 Kammern für insgesamt 12 Auszubildende. Auch ein Schulungsraum sowie ein Ausbildungskartentisch auf der Brücke standen zur Verfügung. Die Ausbildung der Nachwuchsschiffsmechaniker auf der Frankfurt Express wurde in der Regel von einem speziell abgestellten Ausbildungsoffizier und einem Schiffsbetriebsmeister wahrgenommen.